# Панорама (дем Пилеа-Хортач)
Вижте пояснителната страница за други значения на Панорама.
Панорама, още Арсакли или Арсаклъ (на гръцки: Πανόραμα, до 1928 Αρσακλή, Арсакли), е град в Гърция, предградие на Солун, център на дем Пилеа-Хортач, Егейска Македония.

## География
Панорама е разположен в югоизточната част на Солун, в западното подножие на планината Хортач (Хортиатис). Има 14 552 жители (2001). Панорама се слави с едни от най-скъпите имоти в Северна Гърция. Градът е свързан със селата Хортач (Хортиатис) и Пейзаново (Асвестохори) на север и с Пилеа и Харилау на юг.

## История

### В Османската империя
През XIX век и началото на XX век, Арсакли е малко селце, числящо се към Солунска каза на Османската империя. Според статистиката на Васил Кънчов („Македония. Етнография и статистика“) от 1900 година Аксаклѫ брои 205 жители, всички турци.

### В Гърция
Арсаклъ попада в Гърция вследствие на Междусъюзническата война в 1913 година. В 1920-те години мюсюлманското население се изселва и на негово място са заселени гърци бежанци. В 1928 година е прекръстено на Панорама. В 1928 година Панорама е бежанско селище със 155 бежански семейства и 549 жители бежанци. В 1928 - 1968 година е построена църквата „Свети Георги“.
| Година | Население |
| ------ | --------- |
| 1981   | 4193      |
| 1991   | 10 278    |
| 2001   | 14 456    |

## Личност
Родени в Панорама
- Атанасиос Мастровасилис (р. 1979), гръцки шахматист
- Димитриос Мастровасилис (р. 1983), гръцки шахматист
- Елени Герасимиду (р. 1949), гръцки политик